# Landolina

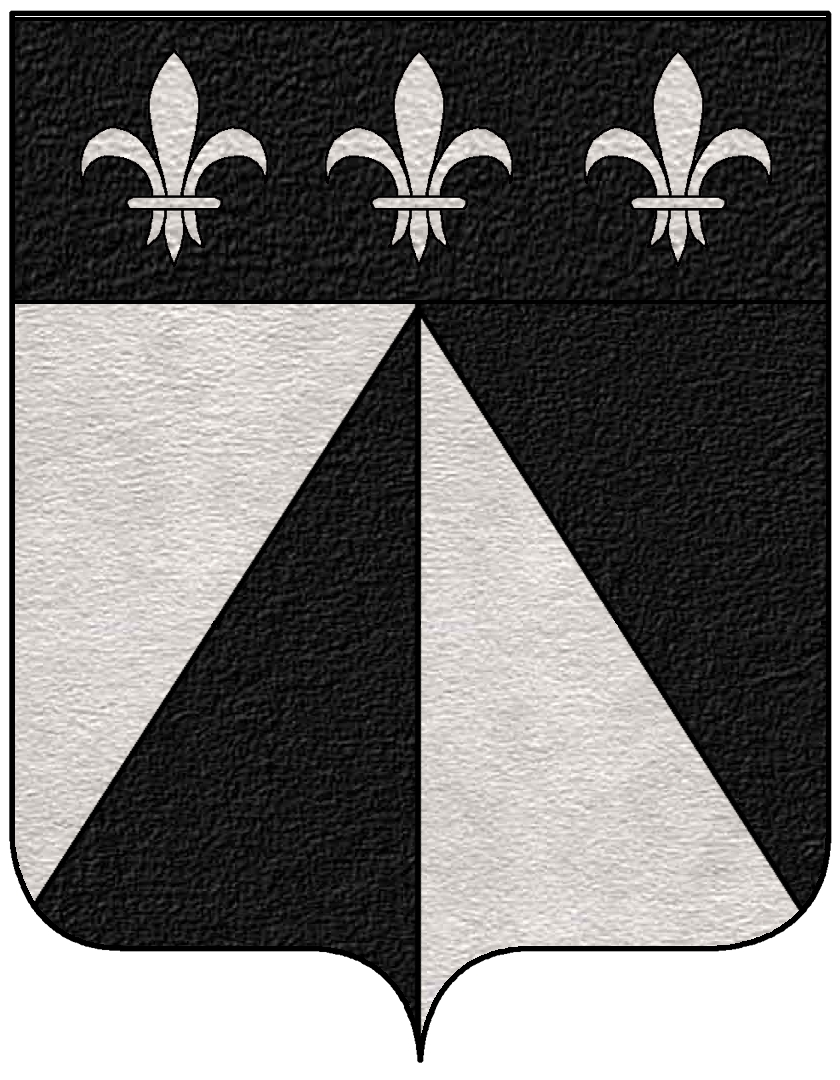
Stemma Landolina

I Landolina sono una famiglia normanna discendente da un antico conte d'Alsazia, Guntram il Ricco, possibile progenitore della Casa d'Asburgo.
Il loro capostipite è Landolo, figlio di Guntram. Il ramo siciliano ha come capostipite un Rotlando o Rolando Landolina, consanguineo di Ruggero II d'Altavilla, da lui ricompensato per l'aiuto nella conquista della Sicilia con la carica di strategoto di Messina e di primo barone d'Avola, che divenne baronia dopo l'espulsione dei Saraceni. Il figlio di Rotlando, Giorgio, succedutogli in qualità di strategoto di Messina, aiutò nella liberazione di Luigi VII di Francia dalla schiavitù greca. Uccise uno dei capi dei Saraceni e gli venne concessa con un diploma di Ruggero II datato 1149 il blasone di famiglia. Un Bartolomeo ebbe con un diploma di Federico III di Sicilia datato 1300 le baronie di Trigintini e Grampolo. Un Giovanni figlio del precedente, barone di 9 feudi, fu ucciso dai Chiaramonte.
Complessivamente la famiglia possedette un principato, tre ducati, un marchesato ed oltre trenta baronie.

## Stemma
Arma: Partito di nero e d'argento, mantellato dell'uno all'altro; col capo del primo, a tre gigli del secondo, ordinati in fascia. Motto: Ne me tangas.. Lo storico anello-sigillo di famiglia contenente lo stemma è oggi in possesso di Ferdinando Gattuccio, nipote della baronessa Anita Landolina e pronipote del barone Francesco Landolina di Rigilifi.